# Oded Ruskin
Pour les articles homonymes, voir Ruskin (homonymie).
Oded Ruskin (en hébreu : עודד רסקין), né le 18 mai 1971 en Israël, est un réalisateur et scénariste israélien.

## Biographie
Oded Ruskin a été formé à l'université de Tel Aviv. Il travaille en étroite collaboration avec la créatrice et productrice israélienne Maria Feldman dans la réalisation de nombreuses séries télévisées d'espionnage et de thrillers.

## Filmographie
En tant que réalisateur
- 2002 : Tania 403 (également scénariste)
- 2012 : Special Ops (série télévisée)
- 2013-2017 : The Baker and the Beauty (16 épisodes, série télévisée) d'Amit Cohen et Maria Feldman
- 2015-2019 : False Flag (Kfulim, 17 épisodes, série télévisée)
- 2017-2019 : Absentia (14 épisodes, série télévisée) de Gaia Violo et Matt Cirulnick
- 2020 : No Man's Land (8 épisodes, mini-série) d'Amit Cohen, Ron Leshem, Eitan Mansuri et Maria Feldman
- 2022 : Les Gouttes de Dieu (8 épisodes, mini-série), adaptation du manga Les Gouttes de Dieu
- 2024 : La Chute de Paris